# Резолюция Совета Безопасности ООН 828
Резолюция Совета Безопасности ООН 828 — документ Совета Безопасности ООН, принятый без голосования 26 мая 1993 года. Резолюция была принята после заявления Эритреи о приёме в члены Организации Объединённых Наций и Совет в документе дал рекомендацию принять Эритрею в состав членов ООН.